# NGC 4578
NGC 4578 este o galaxie lenticulară situată în constelația Fecioara. A fost descoperită în 18 ianuarie 1784 de către William Herschel. Se află la o distanță de 17,78 megaparseci de Pământ.